# Songlexikon
Das Songlexikon, veröffentlicht vom Zentrum für Populäre Kultur und Musik der Albert-Ludwigs-Universität Freiburg in Kooperation mit der Fachhochschule Düsseldorf, Fachbereich Sozial- und Kulturwissenschaften, analysiert internationale Songs ab Beginn der Tonaufzeichnung in ihrem populärkulturellen Kontext. 
Es enthält Informationen zur Band, zur Entstehung des Songs sowie seinem Kontext, Inhalt und Rezeption. Im Zentrum steht neben der Analyse von Text, Melodie und Harmonie die Frage nach der audiovisuellen Inszenierung der Interpreten/Band durch Sound, Image und Performance im Vordergrund. 
Das Songlexikon wird herausgegeben vom kommissarischen Leiter des Zentrums für Populäre Kultur und Musik Michael Fischer, Fernand Hörner und Christofer Jost.

## Aufbau
Die Artikel enthalten in dieser Reihenfolge Informationen zur:  
1. Entstehungs- und Veröffentlichungsgeschichte des Songs mit Angaben zu Bandbesetzung, Aufnahmeumständen, Produzenten, etwaiger Single-Auskopplung, Musikclips, erstmalige Live-Aufführung
2. Einordnung in den historischen, politischen oder soziokulturellen Kontext, welche die möglichen textuellen oder musikalischen Referenzen interpretierend erläutert sowie Produktion und Rezeption des Songs vor diesem Hintergrund beleuchtet
3. Analyse des Songs hinsichtlich Text, Musik, Sound, Audiovisualität und Image der Band/des Musikers, wobei von einem untrennbaren Zusammenspiel dieser Elemente ausgegangen wird
4. Rezeption hinsichtlich seines kommerziellen Erfolgs oder seiner (Nach)-Wirkungen (Charts, Radio-Airplay, Musikkritik, Bedeutung für Subkulturen, Anthologisierung durch Wiederveröffentlichung, Compilations etc.), seiner Weiterverarbeitung (als Cover, Sample, Filmmusik etc.) und seiner Bedeutung für andere Songs
5. Bibliographie, Diskographie und Internetlinks